# Ahu Yağtu
Ahu Yağtu (* 11. Juli 1978 in Izmir) ist eine türkische Schauspielerin und Model.

## Leben und Karriere
Yağtu wurde am 11. Juli 1978 in Izmir geboren. Ihr Debüt gab sie 2001 in der Fernsehserie 90-60-90. 2005 spielte sie in der Serie Savcının Karısı mit. Außerdem trat sie 2010 in Aşk ve Ceza auf. Anschließend bekam sie 2014 in der Serie Paramparça die Hauptrolle. Unter anderem gewann sie 2013 die Auszeichnung Elle Style Awards als „Style Icon of the Year“. Danach wurde sie 2019 in Kadın gecastet. Seit 2021 ist Yağtu in der Fernsehserie Kardeşlerim zu sehen.

## Filmografie
Filme
- 2010: Bir Avuç Deniz
- 2016: Arif v 216
- 2019: Hilal, Feza and Other Planets

Serien
- 2001: 90-60-90
- 2003: Kampüsistan
- 2005: Savcının Karısı
- 2006: 29-30
- 2007: Komiser Nevzat
- 2010: Aşk ve Ceza
- 2011: Bir Avuç Deniz
- 2011: Bir Çocuk Sevdim
- 2014–2017: Paramparça
- 2019: Kadın
- seit 2021: Kardeşlerim